# Реликтовое озеро

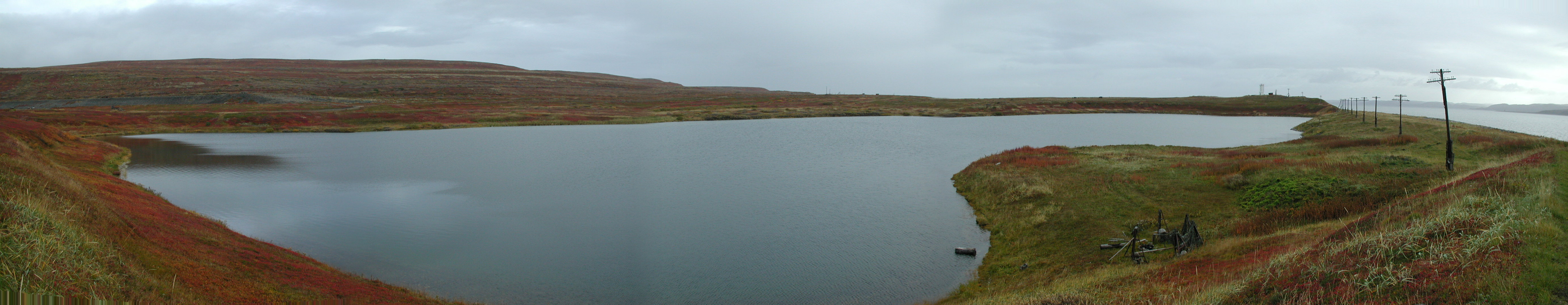
Реликтовое озеро Могильное. Справа вина пересыпь, отделяющая озеро от Баренцева моря

Реликтовые озера (остаточные озёра) — водоёмы, оставшиеся на месте отступившего моря. Расположены они в котловинах в местах проливов, соединявших моря, на месте отступившего морского побережья. Для них характерна уникальная флора и фауна, донные отложения древнейших периодов.
Некоторые такие водоёмы имеют слоистую структуру: верхний слой пресный, а нижний — солёный.
Примерами реликтовых озёр являются Чад, Бёюк-Шор, Могильное. Последнее имеет слоистую структуру.